# Мемориал памяти героев Крут
Мемориал памяти героев Крут (укр. Меморіал пам'яті героїв Крут) — мемориальный комплекс, посвящённый бою под Крутами. В его состав входит монумент, символическая могила-курган, часовня, озеро в форме креста, а также музейная экспозиция, расположенная в старинных железнодорожных вагонах. Мемориал находится возле села Памятное Борзнянского района Черниговской области.

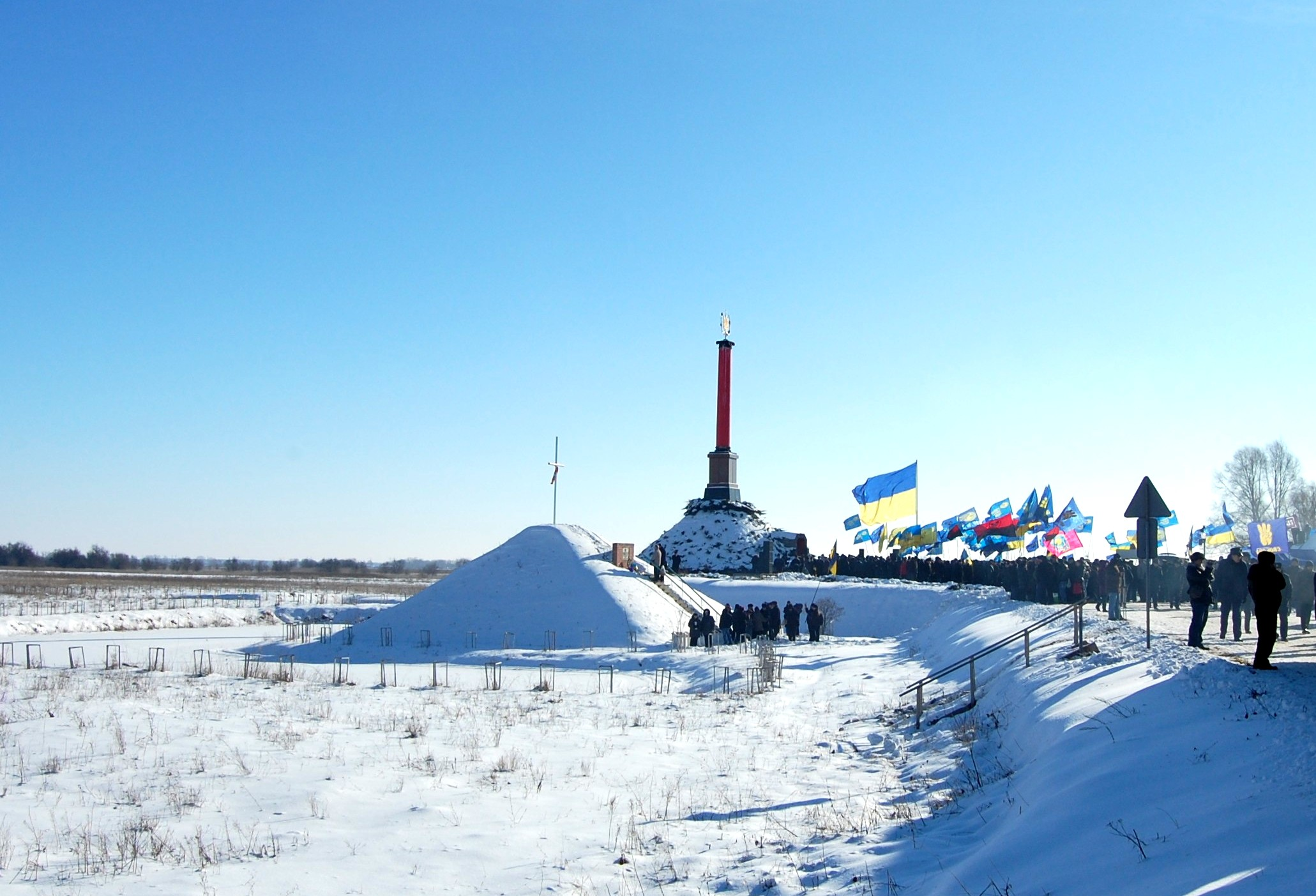
Монумент и символическая могила погибших героев Крут во время проведения памятных мероприятий

## История
Ещё с начала 1990-х годов украинские власти рассматривали планы возвести большой монумент в Крутах, в дополнение к существующему малому мемориалу на Аскольдовой могиле в Киеве. Однако только в 2000 году архитектор Владимир Павленко начал проектировку памятника.
25 августа 2006 года «Мемориал памяти героев Крут» на железнодорожной станции Круты был официально открыт президентом Украины Виктором Ющенко.
Автор мемориала, Анатолий Гайдамака, представил памятник как насыпной курган высотой 7 метров, на котором была установлена 10-метровая красная колонна. Красная колонна символизирует схожие с ней колонны Киевского Императорского университета св. Владимира, где училось большинство погибших студентов. Возле подножия кургана была построена часовня, а рядом с памятником создано искусственное озерцо в форме креста.
В 2008 году мемориал дополнили семью железнодорожными вагонами и открытым вагоном-платформой военного эшелона. Установленные вагоны схожи с теми, в которых участники боя отправились на фронт. Внутри вагонов расположен мини-музей с оружием времён Гражданской войны, а также предметами быта солдат, фронтовыми фотографиями и архивными документами.
Во время Вторжения России в 2022 году возле этого памятника  проходили столкновения которые назвали «новым боем под Крутами»  .